# Vriesea pallidiflora
Vriesea pallidiflora là một loài thuộc chi Vriesea. Đây là loài đặc hữu của Brasil.